# Klášter Messines
Klášter Messines byl ženský benediktinský klášter s klášterní školou v belgickém městě Messines.
Klášter zasvěcený Panně Marii založila roku 1057 flanderská hraběnka Adéla pro třicet dívek a dvanáct kanovníků. Poté, co roku 1067 ovdověla, cestovala do Říma, přijala z rukou papeže vdovský závoj a sama do kláštera vstoupila. Zemřela v klášteře v lednu 1079 a byla pohřbena v kryptě klášterního kostela sv. Mikuláše. Abatyšemi bývaly až do rozpuštění kláštera v roce 1776 ženy z urozených rodin.